# Communauté de communes des Coteaux de Seine
La  Communauté de communes des Coteaux de Seine  est une ancienne communauté de communes française, située dans le département des Yvelines.

## Géographie

### Composition
La communauté était composée des communes de Bougival et de La Celle-Saint-Cloud, qui ont rejoint la Communauté d’agglomération Versailles Grand Parc, ainsi que de Louveciennes, qui a intégré la Communauté de communes Seine et Forêts.
Elle regroupait une population de 38 000 habitants.

## Organisation

### Le siège
Le siège de la communauté de communes des Coteaux de Seine a été fixé à la Celle-Saint-Cloud, dans le bâtiment de l'hôtel de ville.

### Les élus
Le conseil communautaire était composé de 33 élus : 15 pour La Celle-Saint-Cloud, 9 pour Bougival et 9 pour Louveciennes.
Composition politique :
- 27 élus issus des majorités municipales UMP/Nouveau Centre ;
- 2 élus issus des minorités municipales UMP ou divers droite ;
- 4 élus issus des minorités municipales PS/Divers gauche.

## Compétences
- Aménagement de l’espace : 
  - Représentation de l’espace communautaire dans les instances chargées de l’aménagement du territoire.
  - Mise en œuvre du Plan de déplacements urbains (P.D.U.).
  - Mise en commun de moyens d’expertise pour l’instruction des autorisations du droit du sol.

- Développement économique : 
  - Développement d’actions d’intérêt communautaire visant à favoriser l’insertion.
  - Actions d’intérêt communautaire de dynamisation du commerce de proximité.
  - Mise en place d’un système d’identification des locaux professionnels vacants.

- Protection et mise en valeur de l’environnement :
  - Développement des circulations douces d’intérêt communautaire :
  - Harmonisation, création et gestion de pistes cyclables et de sentiers pédestres.
  - Entretien des forêts d’intérêt communautaire, chemins et aires de jeux liés au domaine forestier. Création d’animations autour de la forêt.
  - Mise en œuvre d’un plan d’actions de lutte contre le bruit.
  - Étude d’un programme d’accessibilité des équipements publics aux personnes handicapées.
  - Représentation des communes dans les Syndicats d’Assainissement (SIABS, SIARB).
  - Traitement des résidus urbains (SITRU).

- Politique du logement et du cadre de vie :
  - Aide au montage des dossiers pour l’amélioration des logements des particuliers
  - Étude d’un Programme local de l'habitat (P.L.H.) permettant d’arrêter notamment une politique concertée du logement social.

- Gestion d’activités éducatives, culturelles et sportives d’intérêt communautaire
- Étude de la création d’un RAM (Relais d’Assistantes Maternelles)
- Étude d’un programme d’aide aux initiatives permettant d’améliorer les services à la personne, la garde à domicile des jeunes enfants ou le maintien à domicile des personnes dépendantes
- Coordination de la gestion des équipements culturels et sportifs existants d’intérêt communautaire.
- Représentation des communes au Syndicat d’Initiation à l’aviron
- Représentation des communes au SIVOM de Saint-Germain-en-Laye (compétence "fourrière")

La Communauté adhère aux groupements suivants : 
- S I Assainissement de la Boucle de la Seine
- S I Assainissement de la région de Bougival, dissous et devenu compétence de la communauté de communes
- S I du centre d'initiation à l'aviron
- S I pour le traitement des résidus urbains de la Boucle de la Seine
- SIVOM de Saint-Germain-en-Laye
- SIVOM des Coteaux de Seine

## Les projets
"Si, au sein des différents syndicats intercommunaux (musée, ordures ménagères, sécurité…), Louveciennes, comme Bougival et La Celle Saint-Cloud travaillent depuis de nombreuses années en étroite collaboration avec les villes voisines, nos trois villes souhaitaient aller encore plus loin. Bougival et La celle saint Cloud rejoindront Versailles grand parc au 1er Janvier 2013
Non seulement, il s’agissait d’anticiper une éventuelle contrainte préfectorale, mais surtout il s’avérait nécessaire de créer un espace de solidarité intercommunale renforcé par le développement de services publics et l’aménagement cohérent du territoire permettant de conserver la qualité environnementale de nos trois villes (Caroline de Bailliencourt, maire adjoint chargé de l’intercommunalité de Louveciennes" ).
- page concernant la communauté de communes sur le site de Louveciennes